# Copenhagen Sprint 2025
Das Straßenradrennen Copenhagen Sprint 2025 war die 1. Austragung des dänischen Eintagesrennens. Das Rennen fand am 22. Juni 2025 statt und ist Teil der UCI WorldTour 2025. Das Frauenrennen wurde tags zuvor am 21. Juni ausgetragen.
Den Sieg sicherte sich der Belgier Jordi Meeus (Red Bull-Bora-hansgrohe), der sich im Sprint vor Alexis Renard (Cofidis) und Emilien Jeannière (TotalEnergies) durchsetzte.

## Teilnehmende Mannschaften und Fahrer
An der Erstaustragung nahmen 10 der 18 UCI WorldTeams teil. Hinzukamen 13 UCI UCI ProTeams sowie eine Auswahl der dänischen Nationalmannschaft. Für jede Mannschaft waren sieben Fahrer startberechtigt, wobei das Team TotalEnergies nur fünf Fahrer entsandte. Auch Per Strand Hagenes (Team Visma-Lease a Bike) ging nicht an den Start.
Zu den Favoriten zählten auf dem flachen Parcous in erster Linie die Sprinter. Als potentielle Siegesanwärter galten: Mads Pedersen (Lidl-Trek), Olav Kooij (Team Visma-Lease a Bike), Dylan Groenewegen (Team Jayco AlUla), Jordi Meeus (Red Bull-Bora-hansgrohe), Phil Bauhaus (Bahrain Victorious), Søren Wærenskjold (Uno-X Mobility), Arnaud Démare (Arkéa-B&B Hotels), Milan Fretin (Cofidis), Tobias Lund Andresen (Team Picnic PostNL), Maikel Zijlaard (Tudor Pro Cycling Team), Elia Viviani (Lotto), Giacomo Nizzolo, Matteo Moschetti (beide Q36.5 Pro Cycling Team) und Jensen Plowright (Alpecin-Deceuninck).
| UCI WorldTeams | UCI WorldTeams                  | UCI WorldTeams | UCI WorldTeams          | UCI WorldTeams | UCI WorldTeams          | UCI ProTeams | UCI ProTeams               | UCI ProTeams | UCI ProTeams           | Nationalmannschaften |
| -------------- | ------------------------------- | -------------- | ----------------------- | -------------- | ----------------------- | ------------ | -------------------------- | ------------ | ---------------------- | -------------------- |
| ADC            | Alpecin-Deceuninck              | IGD            | Ineos Grenadiers        | DFP            | Team Picnic PostNL      | BBH          | Burgos-Burpellet-BH        | TFB          | Team Flanders-Baloise  | Dänemark             |
| ARK            | Arkéa-B&B Hotels                | GFC            | Intermarché-Wanty       | TVL            | Team Visma-Lease a Bike | CJR          | Caja Rural-Seguros RGA     | PTV          | Team Polti VisitMalta  |                      |
| TBV            | Bahrain Victorious              | LTK            | Lidl-Trek               | UAD            | UAE Team Emirates-XRG   | EUS          | Euskaltel-Euskadi          | TEN          | TotalEnergies          |                      |
| COF            | Cofidis                         | MOV            | Movistar Team           | XAT            | XDS Astana Team         | IPT          | Israel-Premier Tech        | TUD          | Tudor Pro Cycling Team |                      |
| DAT            | Decathlon AG2R La Mondiale Team | RBH            | Red Bull-Bora-hansgrohe |                |                         | Q36          | Q36.5 Pro Cycling Team     | RKT          | Unibet Tietema Rockets |                      |
| EFE            | EF Education-EasyPost           | SOQ            | Soudal Quick-Step       |                |                         | LOT          | Lotto                      | UXM          | Uno-X Mobility         |                      |
| GFC            | Groupama-FDJ                    | JAY            | Team Jayco AlUla        |                |                         | TFT          | Solution Tech-Vini Fantini |              |                        |                      |

## Streckenführung
Die Strecke führte über 235,7 flache Kilometer von Roskilde nach Kopenhagen, wobei die letzten 51 Kilometer auf einem Rundkurs ausgetragen wurden. Nach dem Start ging es zunächst ins nördliche Frederikssund, wo nach 35,5 Kilometern der erste Zwischensprint ausgefahren wurde. Weiters stand auch ein kurzer Abstecher auf der Halbinsel Hornsherred auf dem Programm. Danach ging es im Süden des Arresø nach Hillerød, bevor die Faher eine Schleife über Fredensborg und Humlebæk absolvierten. Im Anschluss führte die Strecke von Hillerød in südliche Farum, ehe der zweite Zwischensprint nach 143 Kilometern in Ganløse stattfand. Nun ging es ins Umland von Kopenhagen, wobei in Rødovre nach 172 Kilometern der dritte und letzte Zwischensprint erfolgte. Vorbei am Schloss Frederiksberg wurde im Finale der abschließende Rundkurs erreicht.
Der Zielstrich befand sich auf der Sølvgade, von wo aus es über die Øster Voldgade zum Kastell von Kopenhagen ging. Unweit der Frederikskirche führte die Strecke wenig später zum Schloss Rosenborg, bevor es zum Ørstedsparken ging. Beim Rådhuspladsen erfolgte eine Wende und die Fahrer verliesen das Stadtzentrum über die Dronning Louises Bro. Die letzten fünf Kilometer führten zunächst bis zum Assistenzfriedhof, ehe die Fahrer rechts auf die Jagtvej abbogen. Dieser folgten sie bis zur Kreuzung mit der Tagensvej, wo sie erneut rechts abbogen. Im Finale wurde zudem die Nørre Allé und Blegdamsvej befahren, ehe es auf der Fredensgade zum Ziel neben Statens Museum for Kunst ging. Die letzte Kurve wurde dabei rund 1000 Meter vor dem Ziel durchfahren.

## Rennverlauf und Ergebnisse
In der frühen Rennphase setzen sich mit Jensen Plowright (Alpecin-Deceuninck), George Jackson (Burgos-Burpellet-BH), Victor Vercouillie (Team Flanders-Baloise), Mads Andersen und Joshua Gudnitz (beide dänisches Nationalteam) vom Hauptfeld ab. Das Quintett fuhr einen maximalen Vorsprung von rund vier Minuten heraus, während dahinter die Mannschaften Lidl-Trek und Visma-Lease a Bike die Tempoarbeit bestimmten.
Nachdem der finale Rundkurs erreicht worden war, bildete sich eine neue Ausreißergruppe in der Jensen Plowright, Daan Hoole (Lidl-Trek), Cedric Beullens (Lotto), Mads Andersen und Casper Pedersen (beide dänische Nationalmannschaft) vertreten waren. Die Gruppe konnte ihren Vorsprung von nur wenigen Sekunden lange behaupten und wurde erst auf den letzten zwei Kilometern gestellt. Dabei profitierte sie von einem Massensturz im Hauptfeld, der sich rund zehn Kilometer vor dem Ziel ereignete und die Nachführarbeit im Hauptfeld erschwerte. In den Sturz war auch Olav Kooij (Visma-Lease a Bike) involviert. Im Sprint setzte sich schlussendlich Jordi Meeus (Red Bull-Bora-hansgrohe) vor Alexis Renard (Cofidis) und Emilien Jeannière (TotalEnergies) durch.
Meeus hatte erst zwei Tage zuvor eine Etappe der Tour de Suisse 2025 gewonnen und diese anschließend verlassen. Für seinen Auftritt in Dänemark während der noch weiter laufenden Schweizer Rundfahrt war eine Sondergenehmigung des Weltverbands erforderlich gewesen.
| Platz | Fahrer                | Nation | Team                    | Zeit                   |
| ----- | --------------------- | ------ | ----------------------- | ---------------------- |
| 01.   | Jordi Meeus           | BEL    | Red Bull-Bora-hansgrohe | 4:10:24 h (44,47 km/h) |
| 02.   | Alexis Renard         | FRA    | Cofidis                 | "                      |
| 03.   | Emilien Jeannière     | FRA    | TotalEnergies           | "                      |
| 04.   | Arnaud Démare         | FRA    | Arkéa-B&B Hotels        | "                      |
| 05.   | Tobias Lund Andresen  | DEN    | Team Picnic PostNL      | "                      |
| 06.   | Hugo Page             | FRA    | Intermarché-Wanty       | "                      |
| 07.   | Dylan Groenewegen     | NED    | Team Jayco AlUla        | "                      |
| 08.   | Phil Bauhaus          | GER    | Bahrain Victorious      | "                      |
| 09.   | Stanisław Aniołkowski | POL    | Cofidis                 | "                      |
| 10.   | Søren Wærenskjold     | NOR    | Uno-X Mobility          | "                      |

## Vergabe der UCI-Punkte
Der Copenhagen Sprint ist Teil der UCI WorldTour 2025. Nach dem Rennen wurden UCI-Punkte vergeben, die sich auf die Platzierung der Fahrer und Mannschaften im UCI Ranking auswirkten. Die Punktevergabe erfolgte nach folgendem Schlüssel:
| Platzierung  | 1.  | 2.  | 3.  | 4.  | 5.  | 6.  | 7. | 8. | 9. | 10. | Anmerkung                              |
| ------------ | --- | --- | --- | --- | --- | --- | -- | -- | -- | --- | -------------------------------------- |
| Tageswertung | 300 | 250 | 215 | 175 | 120 | 115 | 95 | 75 | 60 | 50  | gestaffelt bis zum 60. Platz (1 Punkt) |